# Урга (кинотеатр)
«Урга» (монг. Өргөө Синема) — кинотеатр в столице Монголии Улан-Баторе, один из главных кинотеатров страны.

## Описание
Кинотеатр был построен в 1987 году по проекту советской организации «Моспроект». После приватизации с 1998 по 2006 год его собственником была «New Tour Safaris», кинотеатр был закрыт из-за уменьшения посещаемости. В 2007 году началось обновление здания и оборудования, с учётом рекомендаций «Уорнер бразерс». Это обновление инвестировала «Urgoo Cinema Co». 17 апреля 2009 года обновлённый кинотеатр открылся. В его пяти залах идут американские и монгольские фильмы.